# Sabaria paupera
Sabaria paupera là một loài bướm đêm trong họ Geometridae.